# Фрідріх Шерфке
Фрідріх Егон (Фрітц) Шерфке (пол. Fryderyk Eugeniusz Scherfke; нар. 7 вересня 1909, Позен, Німецька імперія — пом. 15 вересня 1983, Бад-Зоден, ФРН) — польський футболіст німецького походження, виступав на позиції нападника, учасник Олімпійських ігор 1936 року та чемпіонату світу 1938 року.

## Життєпис
Фрідріх народився в сім'ї виробника сільськогосподарської техніки. Після 1918 року в результаті Великопольського повстання і Версальського договору його край став частиною Другої Польської Республіки. Шерфке відвідував гімназію Шиллера, найбільшу школу для німецької меншини в Познані. Незабаром після закінчення університету зайняв керівні посади в компанії свого батька, в якій також була й майстерня для ремонту автомобілів.
Після німецького вторгнення до Польщі та возз'єднання Познані з німецьким рейхом у жовтні 1939 року він отримав Німецький Фолькліст. Нова німецька влада використовували його як «тимчасового фахівця» з футболу в новоствореній Райхсгауській землі. Йому було доручено відродити «німецький футбол» у Познані. пробув на посаді протягом декількох тижнів, допоки її не зайняв офіцера вермахту. Також був також одним із засновників «1. ФК Позен», який був відкритим лише для німецьких громадян, у цьому клубі займав посаду президента. Після перетворення клубу в ЛСВ (Позен) в жовтні 1940 року пішов у відставку.
Після цього з дозволу Вермахту продовжував працювати в авторемонтній майстерні, в якій також стояли відремонтовані машини особового складу СС. У лютому 1943 року був мобілізований до Вермахту. Будучи у званні унтер-офіцера у січні 1945 року отримав поранення в Югославії. Після перебування в лікарні, у квітні 1945 року був переведений у Шлезвіг-Гольштейн, де потрапив у британський полон.
У липні 1945 року звільнений з полону, але повернутися до рідної Познані змоги не мав. Він оселився зі своєю дружиною і сином, які встигли втекти від наступу фронту, спочатку в Зенфтенберзі, а звідти в 1947 році виїхали до Західного Берліна. Там він відкрив меблевий магазин, в якому пропрацював понад 30 років. На початку восьмидесятих років він переїхав до Гессену, у Франкфурт-на-Майні. Помер у лікарні Бад-Зодена.

## Клубна кар'єра
16-річний Фрідріх Шерфке разом зі своїм старшим братом Гюнтером приєднався до футбольного клубу «Варта» (Познань) у 1925 році. Незабаром після цього став провідним центральним нападником у команді.
Брати Шерфке доклали значних зусиль у виграш польського чемпіонату 1929 року. Фрідріх Шерфке став одним з найуспішніших нападників ліги, забивши 131 м'яч за дванадцять сезонів, ставши другим найкращим бомбардиром Польщі в міжвоєнний період (за цим показником він поступився лише Теодору Петереку з «Руху Великі Гайдуки»).
З лютого 1940 року виступав у «1 ФК Позен», тепер в основному як півзахистник, водночас був капітан команди. У жовтні 1940 року він був капітаном команди Вертландс у Кубку земель, але перестав ним бути після поразки Сілезії з рахунком 1:2 в першому турі. Після перейменування «1 ФК Позен» у ЛСВ Позен в жовтні 1940 року він не виступав за команду. Влітку 1941 року він приєднався до новоствореної СГ СС Позен, хоча він, як і більшість інших гравців, не належав до СС. Після розформування СГ у лютому 1942 32-річний Фрідріх Шерфке завершив футбольну кар'єру.

## Кар'єра в збірній
У 1932 році був викликаний до збірної Польщі на матч проти Латвії (2:1). Після чого наступного виклику чекав три роки. Дуже хотів бачити Фрідріха у футболці збірної виконувач обов'язків головного тренера поляків у 1935/36 років німець Отто Курт.
Отто також випустив його в двох матчах проти збірної Німеччини в 1935 році у Вроцлаві (0:1) та в 1936 році у Варшаві (1:1). «Kicker» оцінив його як «розумного, (...) технічно кваліфікованого, дуже елегантного лідера».
Фридерік Шерфке брав участь в Олімпійських іграх 1936 року в Берліні, де Польща посіла четверте місце. У матчі проти Великої Британії отримав важку травму — перелом ребер — через що не зіграв у програному поляками півфінальному поєдинку.Відсутність у цьому поєдинку Шерфке також вказувалася як одна з ймовірних причин поразки. Незабаром після цього він написав підручник для юних футболістів. Через два роки його ім'я та прізвище було полонізоване (Fryderyk Szerfke), під ним він грав у польській «кадрі» на чемпіонаті світу у Франції. У другому поєдинку на турнірі, 5 червня 1938 року проти Бразилії, відзначився голом, встановивши на той час рахунок 1:1. Зрештою, в додатковий час, Польща програла той матч (5:6). Автором решти голів польської збірної був Ернест Вілімовський з «Руху» (Великі Гайдуки).
Вперше вивів «кадру» з капітанською пов'язкою 25 вересня 1938 року в Ризі проти Латвії (1:2). Цей же матч став останнім для Фрідріха у складі польської збірної. В цілому в складі головної команди Польщі зіграв 12 матчів та відзначився 1 голом.

## Контраверсійність
Оскільки Шерфке зареєструвався на початку Другої світової війни у німецькому Фольклісте і перебрався до офісу Познанському спортивного управління, він був польською підпільною пресою затаврований як «зрадник». За часів Польської Народної Республіки був звинувачений у тому, що був на службі в гестапо й навіть публічно виступав у формі СС. Інформація про його нібито діяльність в гестапо, принаймні як водія, також знайшла своє відображення в міжнародних спортивних енциклопедіях.
Але в 2001 році редакція познанської газети лівого спрямування «Газета Виборча» спромоглася спростувати версію щодо причетності Фрідріха до СС. Тогочасні свідки й історики навіть повідомили газеті, що Шерфке в перші два роки війни врятував декількох колишніх польських товаришів по команді та їхніх родичів з німецького полону, які були звільнені або врятованих від депортації на примусову працю, включаючи воротаря збірної Польщі Маріана Фонтовича. Також допоміг дружині Збігнєва Шульца, іншого воротаря «Варти» (німецька окупаційна влада планувала відправити її як остарбайтера), нападнику «Варти» Болеславу Гендері (арештований за гру в футбол) та Міхалу Флігєру, які в футболці «Варти» в 1929 році виграли чемпіонат Польщі. Навіть польський адвокат своїх батьків та його сім'ю Фрідріх врятував від депортації, про що пізніше повідомила його дочка. Окрім цього, Шерфке попереджав колишніх членів спортивної команди, які приєдналися до підпільної армії АК, про дії СС. Вважається, що на нарадах Гестапо він виступав як захисник Польщі.
З позитивної точки зору його висвітлювали під час фоторепортажу про збірну Польщі. У 2011 році було оприлюднено текст листа-співчуття від 1983 року до вдови Фрідріха, в якому колишні польські одноклубники з «Варти» (Познань) називали його вірним помічником.

## Статистика виступів

### У збірній
| №   | Дата             | Місце              | Місце      | Господар  | Рахунок | Гості     | М'ячі         | Примітки | Посилання |
| №   | Дата             | Стадіон            | Місце      | Господар  | Рахунок | Гості     | М'ячі         | Примітки | Посилання |
| --- | ---------------- | ------------------ | ---------- | --------- | ------- | --------- | ------------- | -------- | --------- |
| 1.  | 2 жовтня 1932    | Війська Польського | Варшава    | Польща    | 2:1     | Латвія    | товариський   |          | [ 23 ]    |
| 2.  | 12 травня 1935   | Пратер             | Відень     | Австрія   | 5:2     | Польща    | товариський   |          | [ 24 ]    |
| 3.  | 15 вересня 1935  | Шлезеркампфбан     | Вроцлав    | Німеччина | 1:0     | Польща    | товариський   |          | [ 25 ]    |
| 4.  | 3 листопада 1935 | ОНЕФ               | Бухарест   | Румунія   | 4:1     | Польща    | товариський   |          | [ 26 ]    |
| 5.  | 16 лютого 1936   | дю Жубіль          | Брюссель   | Бельгія   | 0:2     | Польща    | товариський   |          | [ 27 ]    |
| 6.  | 6 вересня 1936   | Београдські        | Белград    | Югославія | 9:3     | Польща    | товариський   |          | [ 28 ]    |
| 7.  | 13 вересня 1936  | Війська Польського | Варшава    | Польща    | 1:1     | Німеччина | товариський   |          | [ 29 ]    |
| 8.  | 4 жовтня 1936    | Ідретспаркен       | Копенгаген | Данія     | 2:1     | Польща    | товариський   |          | [ 30 ]    |
| 9.  | 23 червня 1937   | Війська Польського | Варшава    | Польща    | 3:1     | Швеція    | товариський   |          | [ 31 ]    |
| 10. | 25 травня 1938   | Війська Польського | Варшава    | Польща    | 6:0     | Ірландія  | товариський   |          | [ 32 ]    |
| 11. | 5 червня 1938    | де ла Мено         | Страсбур   | Бразилія  | 6:5     | Польща    | Мундіаль 1938 | Гол      | [ 33 ]    |
| 12. | 25 вересня 1938  | АСК                | Рига       | Латвія    | 2:1     | Польща    | товариський   |          | [ 34 ]    |

## Досягнення

### Клубні
- Екстракляса
  -  Чемпіон (1): 1929
  -  Срібний призер (2): 1928, 1938